# Otto Halpern
Otto Halpern, avstrijski fizik, * 25. april 1899, Dunaj, † 28. oktober 1982, London.

## Življenje in delo
Halpern je bil sin zdravnika, obiskoval je akademsko gimnazijo na Dunaju in študiral na dunajski univerzi pri Hansu Thirringu ter leta 1922 doktoriral s področja fotoforeze z disertacijo Zur Photophorese. Po doktoratu je bil Thirringov asistent. Njegovo habilitacijo, za katero si je prizadeval leta 1926, je zaradi antisemitskih razlogov na univerzi preprečila desničarska klika profesorjev okrog paleontologa Othenia Abela, znanega kot Medvedja jama (Bärenhöhle). Postopek habilitacije je prerasel v škandal. Njegova znanstvena primernost je bila nesporna, vendar so njegovi nasprotniki zgradili osebne razloge za njegovo neprimernost (nekompatibilnost sodelavcev). Komisija je jasno glasovala za Halperna, mesec dni pozneje pa je profesorski zbor glasoval proti. Halpern se je na odločitev pritožil in delno uspel tudi na sodišču, kar mu na univerzi ni koristilo. Leta 1932 je izgubil tudi pred upravnim sodiščem.
Halpern je že opustil načrte za kariero na Dunaju in v letih 1928/29 kot Rockefellerjev štipendist odšel na Univerzo v Leipzigu k Wernerju Heisenbergu, ki ga je priporočil za ZDA. Leta 1930 je Halpern odšel v New York in postal profesor na newyorški univerzi. Tam je delal z Gregoryjem Breitom in po njegovem odhodu leta 1934 postal predstojnik oddelka za fiziko. Tam se je ukvarjal z različnimi področji teoretične fizike, zlasti nevtronske fizike. Sam in v sodelovanju z mnogimi fiziki je raziskoval na področju termodinamike, optike, fizikalne kemije, nevtronske, atomske in elektronske fizike, izgube ionizacijske energije hitrih elektronov in mezonov v plinih in kondenziranih telesih. Njegovo delo ni le približalo teorije eksperimentom, ampak je tudi izboljšalo določitev življenjskih dob mezonov. Bil je dejaven na tedenskem teoretičnem kolokviju newyorških fizikov na Univerzi Columbia. Leta 1931 je postal član Ameriškega fizikalnega društva. Na univerzi je ostal do leta 1940.
Leta 1931 je opisal Halpernovo sipanje. To je sipanje fotonov na fotonih. Temelji na kvantni elektrodinamiki (QED). Ker so fotoni kvanti svetlobe, se Halpernovo sipanje imenuje tudi sipanje svetlobe s svetlobo. Halpernovo sipanje je pojav, ki ga ni mogoče opisati s klasično teorijo elektromagnetnega valovanja. Leta 1933 je predlagal, da so virtualni pari elektronov in pozitronov izvor fotonskih trkov na fotonih. Čeprav je to pojasnilo kvalitativno sliko, ki bi se uporabila za opis sipanja fotonov na fotonih, je šele zgodnji razvoj kvantne elektrodinamike s teoretičnimi orodji fizikom omogočil tudi kvantitativni odgovor. Na to sta odgovorila dva Heisenbergova študenta, Hans Heinrich Euler in Bernhard Kockel, ki sta leta 1935 izračunala vodilne nelinearne popravke Maxwellovih enačb za vakuum.:4
Med 2. svetovno vojno je Halpern delal na področju radarskih raziskav v Sevalnem laboratoriju MIT in izumil premaz za letala, ki je zmanjšal radarski odmev (Halpern Anti Radar Paint ali HARP). Izum so nato označili za tajnega in Halpern ni dobil patenta. Po vojni se je boril na sodišču v tožbi, ki je šla vse do vrhovnega sodišča in prejel veliko poravnavo ameriške vlade (približno 340.000 $ leta 1960). Za izum je prejel tudi medaljo znanosti Ministrstva za obrambo.
Po vojni je odšel na Univerzo Južne Kalifornije in nato v Lawrenceov sevalni laboratorij v Berkeleyju. Raziskoval je vpliv Paulijevega izključitvenega načela in stanja z negativno energijo pri izračunavanju koherentnega sipanja sevanja. Tam je ostal do prometne nesreče leta 1961. Kljub temu je bil znanstveno dejaven in se je leta 1965 preselil na Dunaj (kjer je živel tri leta) in nato v London.
V nemščino je prevedel in uredil delo Statistical mechanics iz leta 1929 Ralpha Howarda Fowlerja (1931). Bil je tudi eden od odkriteljev Juliana Schwingerja, študenta na Mestnem kolidžu New Yorka, na katerega je opozoril Isidor Rabi, in je kmalu prešel na Univerzo Columbia. Halpern je s Schwingerjem objavljal leta 1935, ko je bil ta star komaj 16 let. Objavila sta članek v katerem sta pokazala, da neujemanje med pojavom polarizacije, ki ga je predvidel Nevill Francis Mott, in opazovanji nastane, ker električno polje jedra ni coulombovsko.
Članek iz leta 1937 z Montgomeryjem Huntom Johnsonom mlajšim o sipanju nevtronov (in interakciji nevtronskega magnetnega momenta z magnetnim poljem sipalnega središča) je bil vpliven pri uporabi sipanja nevtronov v fiziki trdne snovi, za kar sta Clifford Glenwood Shull in Bertram Neville Brockhouse leta 1994 prejela Nobelovo nagrado za fiziko. S Thirringom je izdal zgodnjo knjigo o kvantni mehaniki. Za delo Handbuch der Physik Hansa Geigerja in Karla Scheela je pisal članke o statistiki in relativnostni mehaniki.
Med njegovimi doktorskimi študenti v ZDA sta bila Theodore David Holstein (1915–1985) in Morton Hamermesh (1915–2003), oba leta 1940.